# Німецький національний рух Ліхтенштейну
Німецький національний рух Ліхтенштейну (нім. Volksdeutsche Bewegung in Liechtenstein, VDBL) — націонал-соціалістична партія, що діяла в Ліхтенштейні у роки, що передували Другій світовій війні.
Представники руху бажали приєднання Ліхтенштейну до Третього рейху, і особливо активізувалася після аншлюсу Австрії, бажаючи провести Ліхтенштейн тим же шляхом. Партія поширювала свої ідеї через газету «Der Umbruch». Гаслом партії був «Liechtenstein den Liechtensteinern!» («Ліхтенштейн для ліхтенштейнців!»), закликаючи людей відмовитися від вірності князю Францу Йосифу II.
Неможливість участі у виборах 1939 року (викликана пактом найбільших партій, що домовилися зберегти дату виборів в таємниці), а також падіння симпатій до нацизму у міру перебігу Другої світової війни, призвели до відходу партії з політичної арени.
24 березня 1939 року Німецький національний рух в Ліхтенштейні під керівництвом Теодора Шедлера робить спробу державного перевороту. Місцеві селяни розганяють нацистів вилами та пожежним шлангом. Князь Франц Йосип II Ліхтенштейнський, герцог Троппау і Ягерндорф, граф Рітберг, перший князь Ліхтенштейну, який проживав у своїй державі (переніс резиденцію з Відня до 1938), продовжив панувати над дванадцятьма тисячами своїх підданих.